# Предизвестена смърт 3
„Предизвестена смърт 3“ (на английски: Rings) е американски свръхестествен филм на ужасите от 2017 г. на режисьора Ф. Хавиер Гутиерес, по сценарий на Дейвид Лука, Джейсън Естес и Акива Голдсман и участват Матилда Лъц, Алекс Ро, Джони Галеки, Ейми Тийгардън, Бони Морган и Винсънт Д’Онофрио. Това е третата част от филмовата поредица „Предизвестена смърт“ след „Предизвестена смърт“ (2002) и „Предизвестена смърт 2“ (2005). Базиран е на елементите на „Spiral“ от Коджи Сузуки.